# Námořní základna

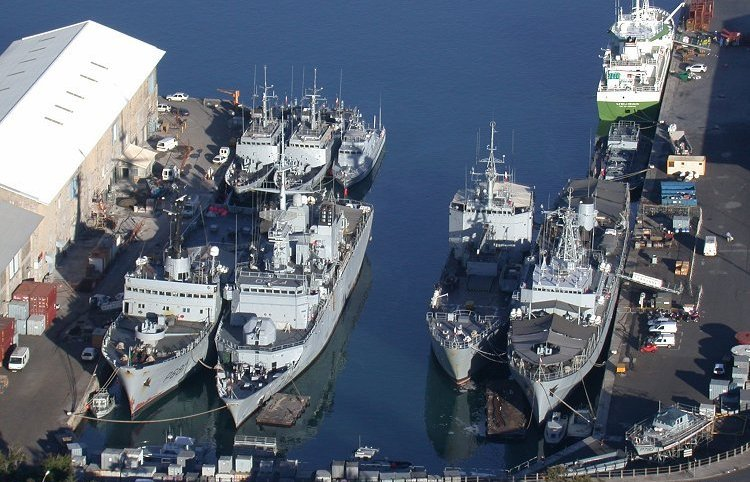
Francouzské námořnictvo disponuje námořní základnou na ostrově Réunion, z níž operuje jedna flotila, skládající se (zleva doprava) z hlídkové lodi Albatros, fregaty Floréal, hlídkových člunů třídy P400 La Rieuse a La Boudeuse, hlídkového člunu Gendarmerie Maritime (námořní složky četnictva) La Jonquille, BATRALu La Grandière a BSM Garonne, tankeru CIGH22 a hlídkového motorového člunu Vétiver (na pevnině).

Námořní základna (někdy též válečný přístav nebo vojenský přístav) je přístav sloužící jako základna válečných lodí námořnictva v době, kdy neplní úkoly na moři anebo potřebují doplnit zásoby. Mohou zde také probíhat jejich opravy menšího rozsahu. Některé námořní základny slouží i jako dočasná stanoviště letadel námořního letectva jinak dislokovaných na palubách lodí, která zde mohou podstoupit nutnou údržbu v době, kdy je loď zakotvena v přístavu.
Někdy je základna tvořena pouze uskupením lodí na společném kotvišti, jejichž činnost řídí služebně nejstarší důstojník či velitel nejvýznamnější lodi.